# Stenoma melinopa
Stenoma melinopa es una especie de polilla del género Stenoma, orden Lepidoptera.
Fue descrita científicamente por Meyrick en 1925.

## Distribución
Esta especie habita en Brasil.